# Oqba Ibn Nafie (métro de Doha)
Oqba Ibn Nafie (en arabe : عقبة بن نافع) est une station sur la Ligne Rouge du Métro de Doha. Elle est mise en service en 2019.

## Histoire
La station est mise en service le 8 mai 2019.

## Services aux voyageurs

### Intermodalité
- Metrolink : M123 (Old Airport and Nuaija)
- Metrolink : M124 (Old Airport)
- Metrolink : M125 (Al Thumama (East))